# Preberseeschießen
Das Preberseeschießen ist ein jährlich im August stattfindendes Wasserscheibenschießen im Bundesland Salzburg, Österreich, bei dem seit dem Jahr 1834 Schützen aus aller Welt antreten. Es findet im Gemeindegebiet von Tamsweg am Prebersee statt, der sich am Fuße des Preber befindet. Bei diesem Wettschießen soll eine Kugel nach dem Schuss an der Wasseroberfläche abprallen und erst dann ihr Ziel erreichen. Das Wasser reflektiert bei genügend flachem Eintrittswinkel das Geschoß, das eine etwa drei Zentimeter tiefe Mulde in das Wasser drückt und als Abpraller (beim Rikoschettschuss) oder als Geller (beim Querschläger) die hölzerne Zielscheibe trifft.

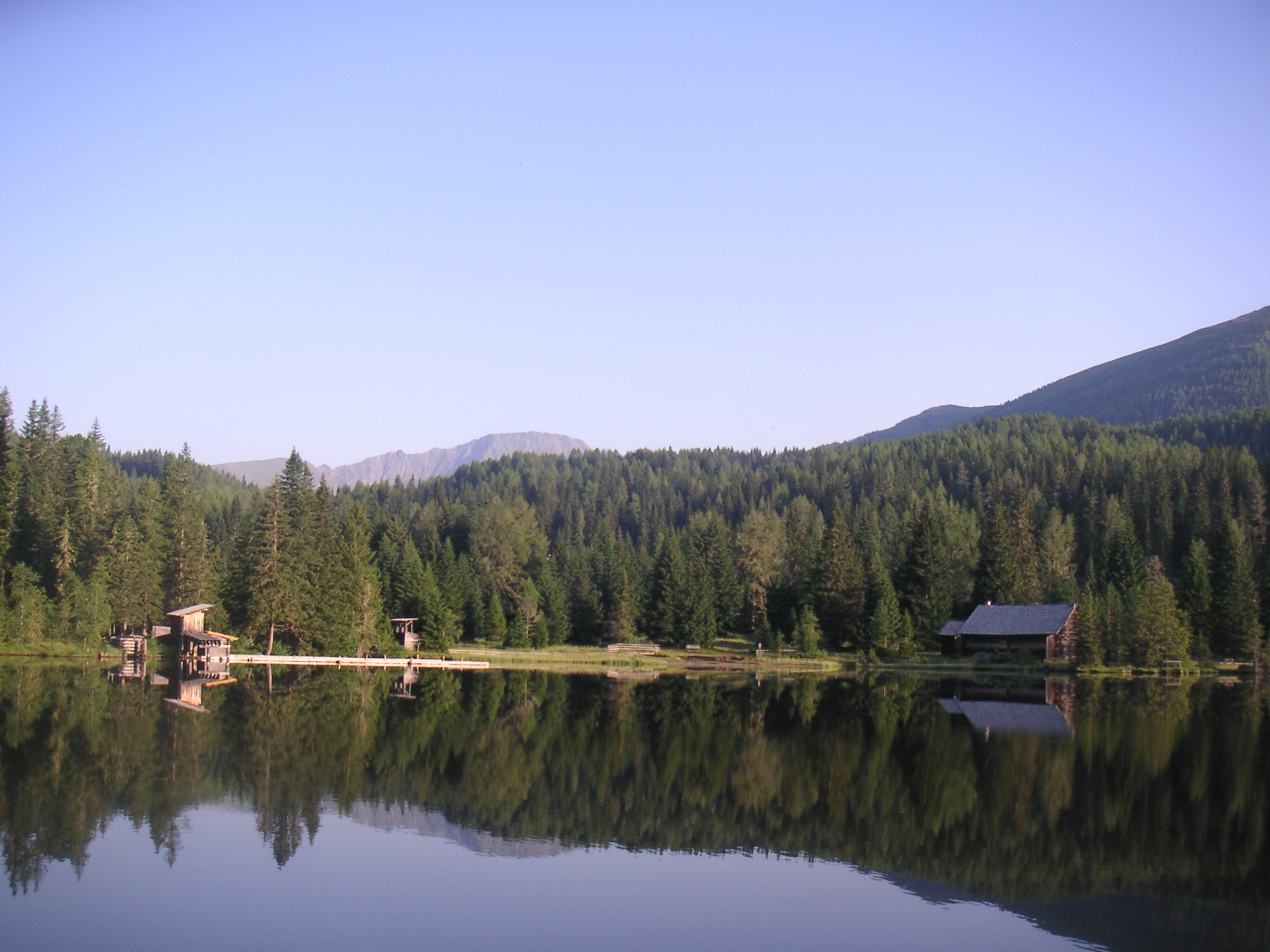
Prebersee

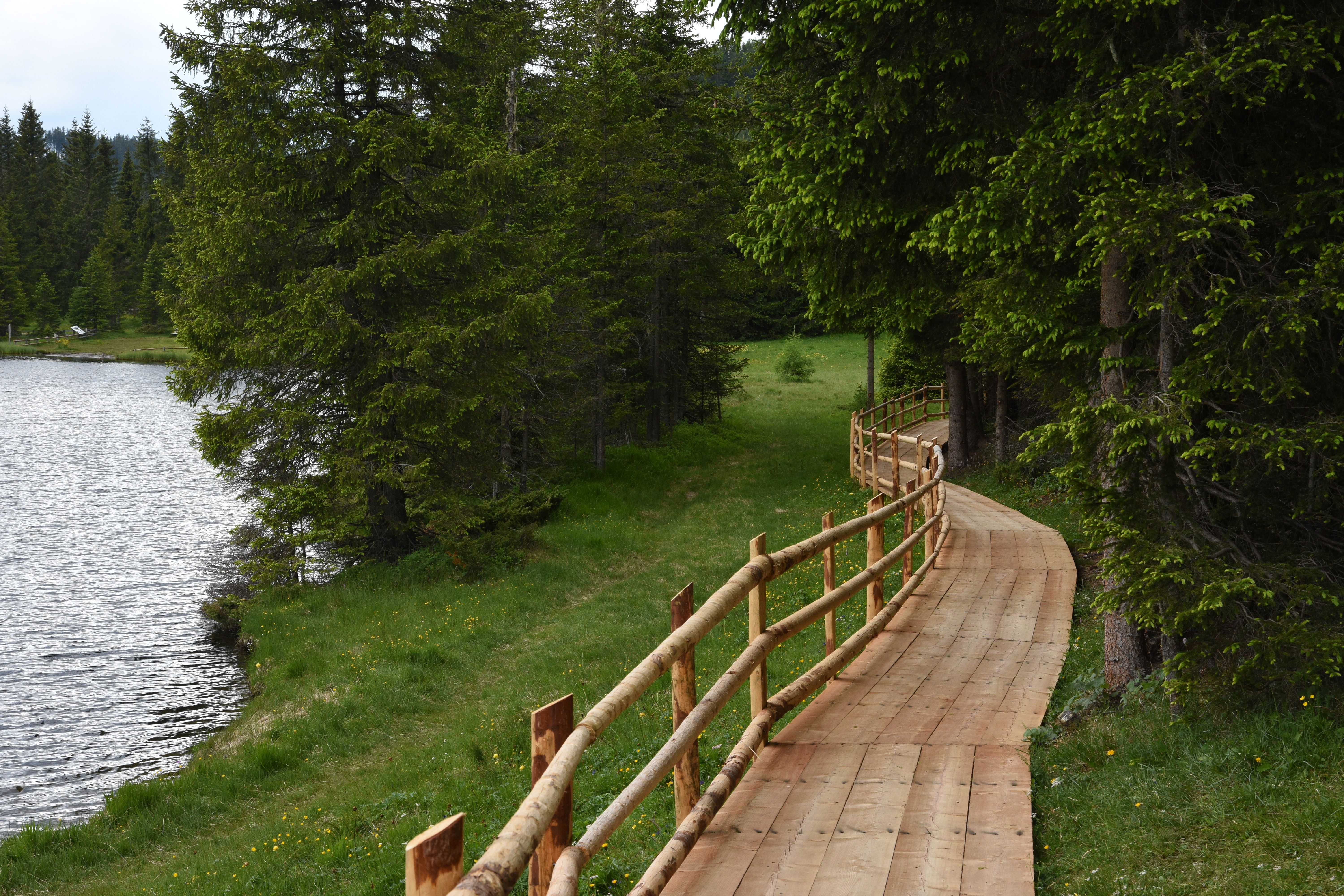
Rundgang Prebersee

## Geschichte
Es wird vermutet, dass bei der Entenjagd am Prebersee ein Jäger auf eine Ente anlegte, stattdessen aber das Wasser traf. Von dem Effekt der abgellenden Kugel beeindruckt und neugierig gemacht, wurde aus dem anfänglichen Herumexperimentieren das Preberseeschießen. Die erste bekannte Preberseescheibe stammt aus dem Jahre 1834 und ist heute im Heimatmuseum Tamsweg ausgestellt. Daraus lässt sich schließen, dass es das Preberschießen spätestens seit dem Jahre 1834 gibt.
Die erste bekannte Scheibe hatte einen Durchmesser von 80 cm. Sie enthielt vier Kreise mit 9 cm, 18 cm, 27 cm und 36 cm Durchmesser. Aus Holz geschnitzte Lorbeeren umrahmen die Scheibe, auf der der Preber und das Preberseeschießen dargestellt waren. Das Bild der ersten bekannten Preberseescheibe ist fast ein Protokoll des Ereignisses. Sie gibt Auskunft über die teilnehmenden Schützen, die namentlich in den seitlichen Lorbeeren aufgezählt werden. Ebenso werden die Jury, der Schützenschreiber und der Zieler festgehalten. Die Inschrift dieser Scheibe aus 1834 lautet: „Zum Andenken an das merkwürdige Wasser Scheiben Schüssen welches Herr Franz Anton Winkler, bürgerl. Handelsmann in Tamsweg, den 4. November 1834 wegen der seltenen schönen Jahreszeit gegeben hat in Prebersee“. Aber nicht nur die gute Stimmung und die Jahreszeit sind in der Scheibe verewigt. Anhand der Kugellöcher lässt sich rekonstruieren, wie viele Schüsse an jenem Preberseeschießen gefeuert wurden (der damalige Zieler nummerierte 68 Schüsse), wie viele getroffen haben (42 Einschläge) und die sich daraus ergebenden 26 Fehlschüsse.
Im Gegensatz zu heute ist das Werten der Treffer früher zusätzlich spannend und unterhaltsam gewesen. Nach jedem Schuss sprang ein meist kostümierter „Zieler“ aus seiner Deckung, der dann den Einschlag auf der Scheibe suchte. War kein Treffer zu finden, dann zeigte der Zieler begleitet von lustigen Gebärden mit einem Zielerlöffel, auch Zielerrute genannt, den Fehlschuss an. Wurde aber getroffen, dann wurde mit der Zielerrute die Entfernung zum Zentrum vermessen. Je nachdem, wie oft der Zielerlöffel dazwischen passte, machte der Zieler dann die gleiche Zahl Purzelbäume oder Luftsprünge. Lag der Schuss genau im Zentrum, ritt der Zieler auf einem Steckenpferd um die Scheibe herum, was oft mit einem Sprung in den See endete.
1934 im Rahmen des 100. Jubiläumsschießens wurde das Ereignis durch die Licht und Tonbild AG Selenophon in Wien für die Wochenschau zum ersten Mal gefilmt. Nach den wenigen fotografischen Verewigungen bot sich mit dem Filmmaterial die Chance, den Geschoßeinschlag im Wasser genauer zu erforschen.

## Gegenwart

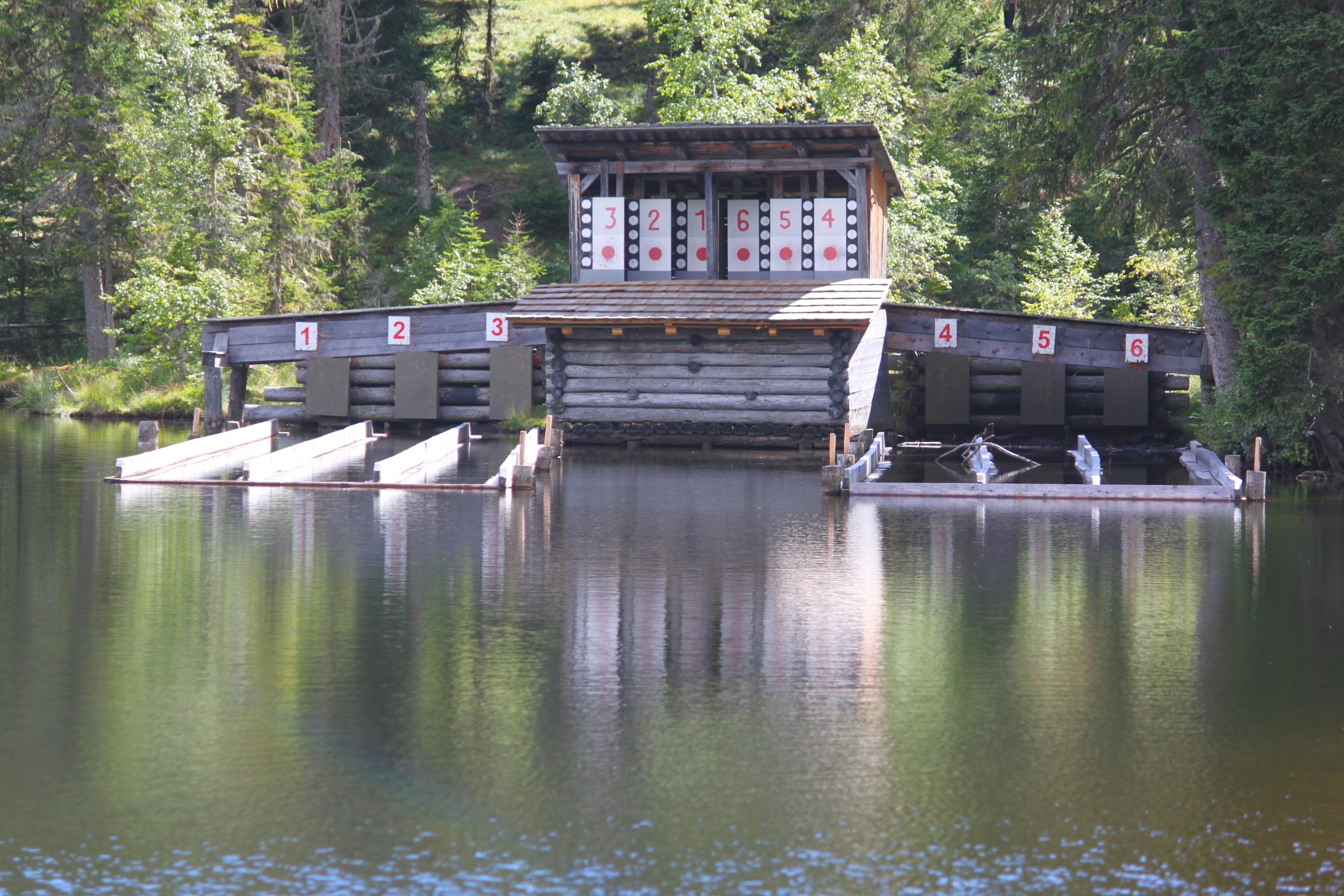
Schießscheiben am Prebersee

Ziel der Schützengesellschaft ist, jedem Interessierten die Möglichkeit zu geben, das Preberseeschießen mitzuerleben, aber es trotzdem nicht für den Tourismus zu missbrauchen. Zum offiziellen Preberseeschießen ist jeder Schütze willkommen.
Heute werden beim Preberseeschießen Kleinkaliber-Standard- und Sportgewehre benutzt, jedoch ohne Lochschaft und Armstütze. Der Feuerstutzen darf aus Sicherheitsgründen nur mehr für das direkte Zielen auf die Standscheibe genutzt werden. Für das Schießen auf die Wasserscheibe werden heute Kleinkaliber-Bleigeschoße verwendet.
Auf sechs Wasserscheiben und sechs Standscheiben wird stehend frei gezielt. Die Schussdistanz von ungefähr 120 m ist unverändert; heute haben die Holzzielscheiben einen Durchmesser von 22,5 cm und sind von einem 90 cm × 100 cm großen Rahmen umgeben. Das Zentrum der Scheibe befindet sich 90 cm über dem Wasserspiegel. Mit einem Tiefschuss aus 150 cm versuchen bis zu 150 Schützen ihr Glück. Es werden nur die „Blättchen“ (Treffer) gewertet und so können auch Ungeübte leichter unter den Preisträgern sein.

## Schützengesellschaft
Die Preberseeschützen gehören keinem Dachverband an. 2001 wurde eine Sonderbriefmarke in der Serie „Volksbrauchtum und volkskundliche Kostbarkeiten“ herausgegeben.